# 老乡鸡
老乡鸡，2012年前稱肥西老母雞，是一家發源於中国安徽省的连锁快餐企业，1982年创立于肥西县，其招牌菜品为“肥西老母鸡汤”。老乡鸡现今在全国拥有1000多家直营门店，主要分布在安徽省、江苏省、湖北省，在河南、上海、浙江、深圳、北京也有少量分布。

## 发展历史

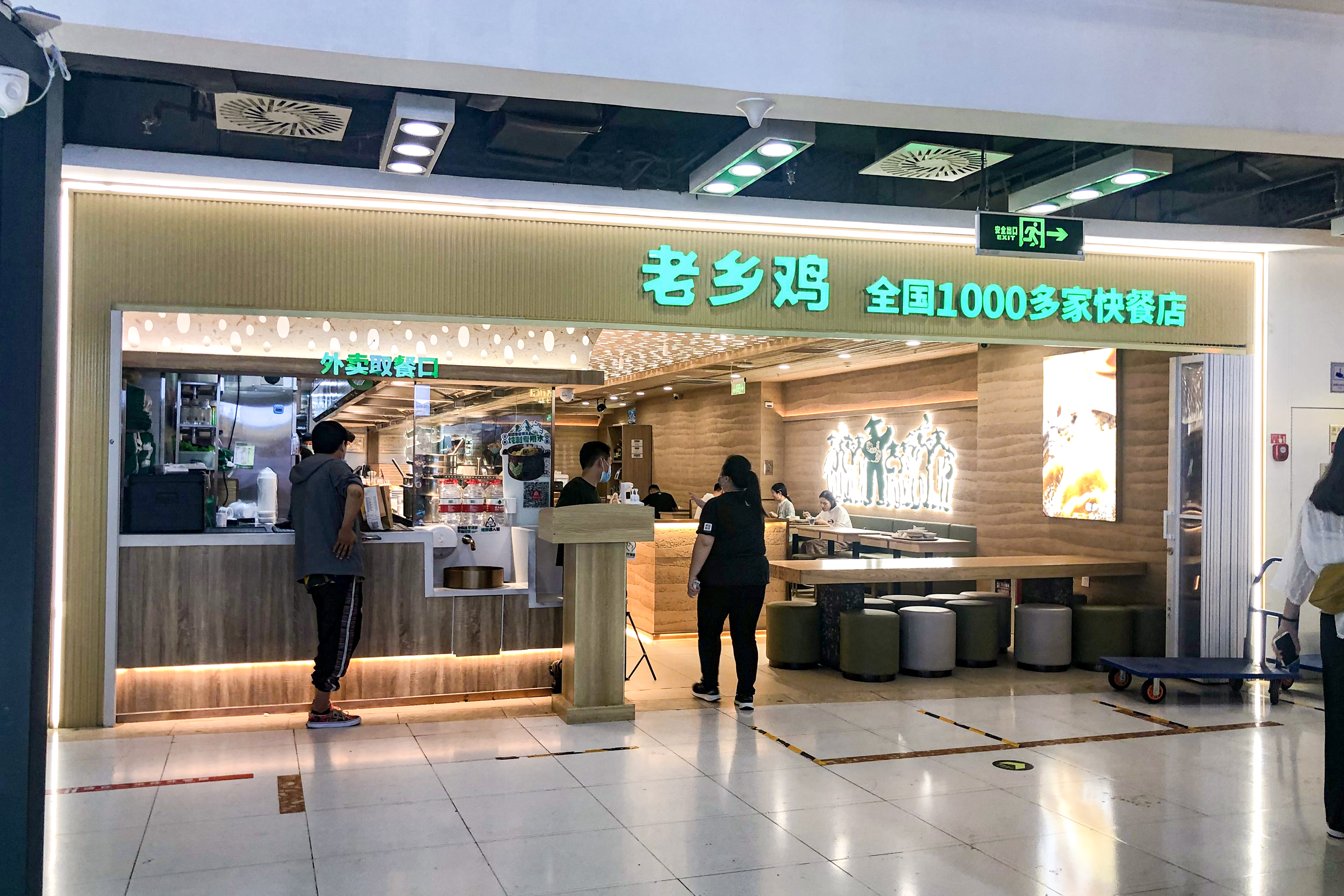
北京市新中关购物中心地下一层的老乡鸡餐厅（2021年8月）

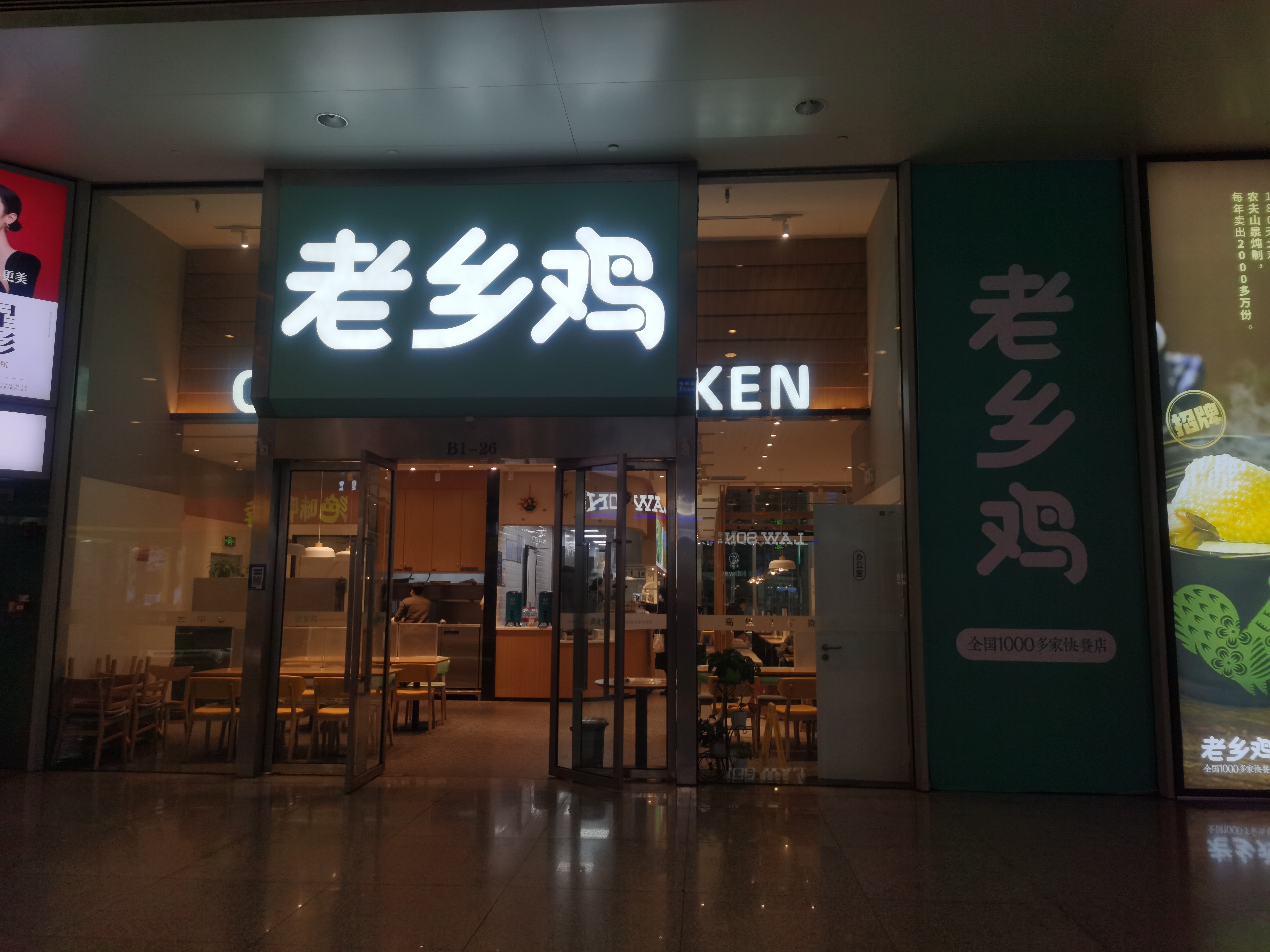
老乡鸡设在上海虹桥站到达层商业中心的餐厅

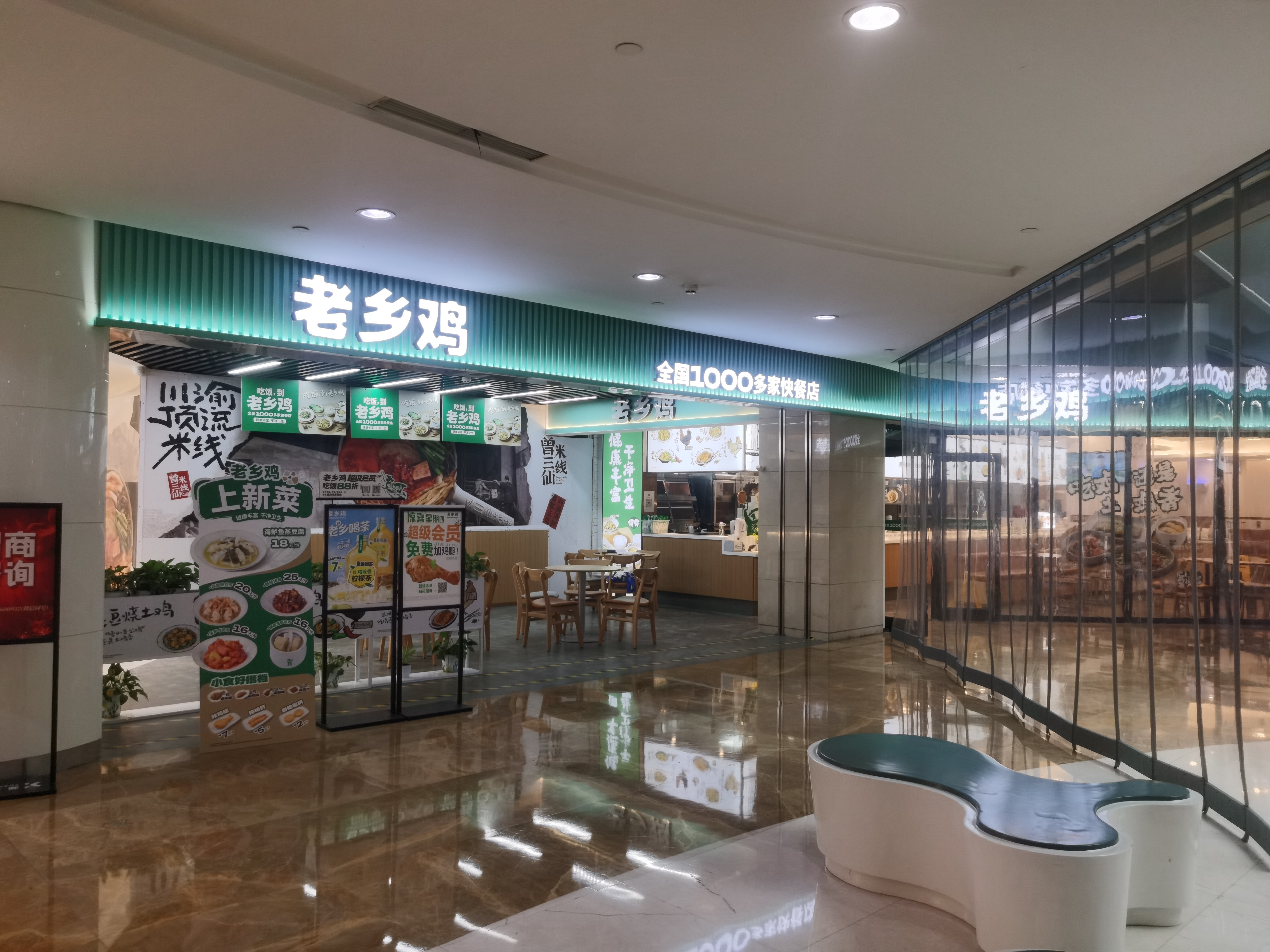
老乡鸡设在江苏省苏州市星海广场的餐厅

1982年创始人束从轩在肥西县焦婆乡大堰村（现官亭镇焦婆社区）开始养殖土鸡。1998年成立合肥市正旺畜禽有限责任公司，1999年创办金桥鸡场。
2003年第一家肥西老母鸡快餐店开业。2005年获得合肥“著名商标”。2007年肥西老母鸡家园公司开业。2010年获得“2009年度中国快餐50强”。
2012年3月“肥西老母鸡”品牌升级为“老乡鸡”。根据官网发部的新闻稿，改名的原因包括原名易被读错、“肥”暗示油腻、字数过多且简称不雅、易在安徽以外地区产生抵触和排异反应及“不够国际化”五点。
2017年，老乡鸡先后进入南京、武汉市场，开始在全国布局。2018年，老乡鸡收购“武汉永和”部分门店，此后进入上海、河南、浙江、深圳市场。
2021年4月16日，老乡鸡在五道口开办其北京首店。但由于疫情及消费大环境冲击的影响，其在2020年至2022年的业绩并不理想，全国化进程也不顺利。2021年，老乡鸡在湖北、江苏、上海、浙江、广东、北京的6家区域性子公司累计亏损超过1.6亿元人民币。
截至2021年，老乡鸡劳务派遣的员工人数达1350名，约占当年用工总量的9.11%，而在這批劳务派遣的人员中，有978人为公司前员工。此外老乡鸡有1874名员工未缴纳社保，且2019—2020年，老乡鸡未缴纳社保的员工数量分别为8035人、6135人，即2019-2021年，老乡鸡累计有1.6万名员工未缴纳社保。董事长束从轩也就此事而公开道歉。
2023年6月，老乡鸡主板IPO获上海证券交易所受理。根据招股书显示，该公司由创始人束从轩担任董事长，其子束小龙担任副董事长、儿媳董雪担任董事和副总经理。束从轩的五名家庭成员为公司实际控制人，故该公司属于典型的家族企业。不过束从轩不持有公司股权，但对公司董事会、股东大会提案及表决拥有绝对话语权。惟在8月28日，因老乡鸡及其保荐人撤回发行上市申请，上交所决定终止其发行上市审核。

## 业务

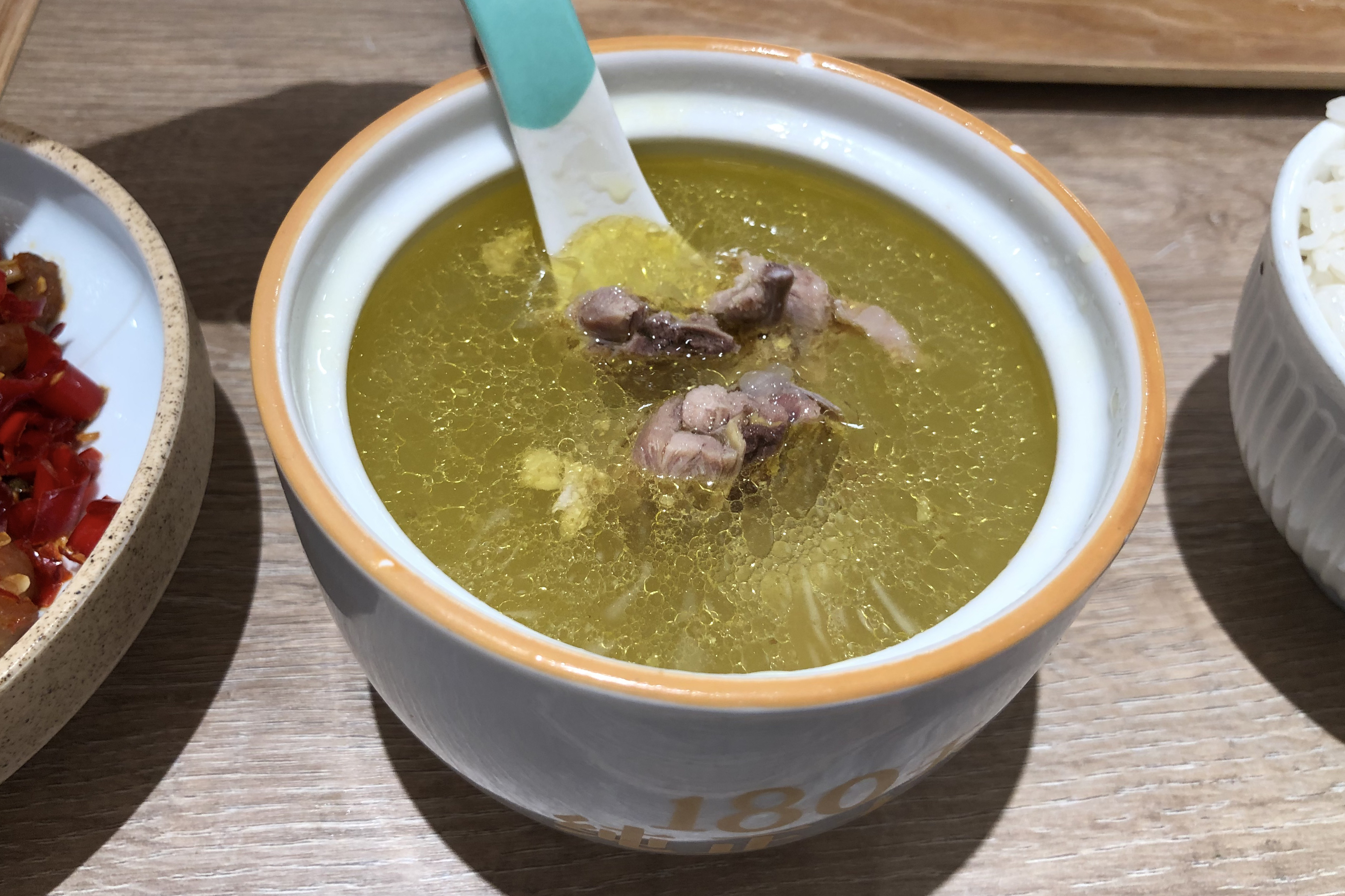
肥西老母鸡汤为老乡鸡的招牌菜品

该公司的主营业务为中式快餐服务，以“老乡鸡”品牌在中国大陆多地开设门店，菜品是以鸡肉、猪肉、牛肉及蔬菜、米面、水产品等原料制作，主要包括肥西老母鸡汤、葱油鸡、香辣鸡杂、竹笋蒸鸡翅、鸡汁辣鱼、鸡汤娃娃菜、梅菜扣肉、农家蒸蛋、凤爪蒸豆米等，另有供应米饭、面食、粥品、饮料等。该公司拥有较大的供应链体系，在合肥市、淮南市设有2个标准母鸡养殖基地，在合肥市设有食品加工生产基地，加工产品通过冷链物流运输至各门店。该公司亦与温氏股份、益海嘉里、农夫山泉、中粮集团等供应商保持合作关系。

### 门店数目
根据招股书披露，截至2022年6月，老乡鸡共有1,099家门店，其中直营店997家，加盟店102家，直营门店及加盟店的数目如下：
| 区域 | 直营 | 加盟 | 小计  |
| ---- | ---- | ---- | ----- |
| 安徽 | 611  | 57   | 668   |
| 江苏 | 125  | 43   | 168   |
| 湖北 | 125  |      | 125   |
| 浙江 | 25   |      | 25    |
| 河南 |      | 2    | 2     |
| 上海 | 83   |      | 83    |
| 深圳 | 12   |      | 12    |
| 北京 | 16   |      | 16    |
| 合计 | 997  | 102  | 1,099 |

## 逸事
品牌升級前的名字「肥西老母雞」在粵語中有特殊的含義，所以在香港網民中具有較高的知名度。

## 争议事件
2023年6月，有网民翻出了老乡鸡于皮皮虾平台的官方账号在2023年3月回应的关于“坤坤生下来的女儿叫什么名字”的提问，该账号随即回复“活珠子”。随着艺人蔡徐坤疑似强迫堕胎风波的爆发，老乡鸡的相关言论引来了网民的讨论。随后老乡鸡官方微博为早前的“活珠子”言论紧急道歉，并表示公司已在4月份对相关人员作出批评教育，之后自行删除了不当言论。界面新闻的报道认为，这暴露出品牌新媒体运营中出现员工把品牌官方号作为私人账号使用的问题。

## 外部連結
- 官方网站 （页面存档备份，存于）